# Escola de la Salut
Escola de la Salut, o popularment Escola Vella dels Padres, o Col·legi de Santa Maria de Blanes, és un edifici escolar del municipi de Blanes (la Selva) protegit com a bé cultural d'interès local.
Fou construït al costat de la capella de la Font de la Salut l'any 1896.

## Descripció
És una gran edificació quadrangular de tres plantes, amb el cos central elevat o sobresortint o repujat respecte al nivell del pla i dels dos cossos laterals. La façana es fa ressò, manlleva tot un cúmul de trets i motius característics del lèxic clàssic. D'altra banda, els assimila com a mer ornament, sense cap voluntat arquitectònica i constructiva, és a dir trets assimilats en "l'epidermis" de l'edifici (part més superficial), sense afectar ni fer-se copartícep de les estructures internes. Tot i això, es tracta de tota una sèrie de motius interessants que recalquen encara, la vigència i importància del llegat clàssic filtrat en una versió molt menys compromesa, com és el format neoclàssic.
Des de l'àmplia profusió d'arcs de mig punt (acapara el protagonisme en totes les obertures), passant per les arquetípiques balustrades fins a la puresa visual, nitidesa ornamental desmarcant-se de qualsevol signe de recargolament o pesadesa, aposta per la claredat compositiva, constituïda per mitjà del disseny dels òculs, cornises de separació de les diverses plantes –són simples i senzilles però alhora clarividents-, la unitat compositiva... Tots aquests motius, són arguments més que suficients, que corroboren l'encara dependència i interès per aquestes morfologies clàssiques. D'altra banda, una dependència no aïllada, sinó en consonància amb la resta d'edificis de la vila.
Finalment, l'edifici està coronat per una gran torre quadrada i emmerletada.

## Història
El maig de 1896 se signà l'arrendament de l'edifici on s'erigiria el Col·legi de Santa Maria de Blanes, després de dos de negociacions entre "Sociedad Blandense para la Educación" i la Congregació dels Fills de la Sagrada Família que dirigia i havia fundat el pare Josep Manyanet i Vives; la primera traspassava a la segona la gestió del col·legi, anomenat "Colegio Blandense" i fundat el 1864.
L'agost de 1896 tingué lloc la inauguració del col·legi, batejat ara com Col·legi de Santa Maria de Blanes. El mes de gener següent inaugurava la capella del col·legi i, a més, el Pare Manyanet obtingué el permís per obrir un nou col·legi, que s'anomenaria Col·legi Natzaré. Aquest col·legi o "Casa de Probación" va ser inaugurat el febrer de 1898 i fins a l'any 1936 s'hi varen formar els religiosos de la seva comunitat.
Una de les característiques de l'obra del pare Manyanet era la seva orientació social, ja que proposava una escola per a tots, sense distinció de classes socials, i una de les finalitats del seu Institut va ser que l'escola fos gratuïta ràpidament. Tot i això, els condicionants materials relacionats amb el manteniment d'aquesta gran infraestructura d'ensenyament varen fer molt difícil aplicar el criteri de gratuïtat. En el cas de Blanes, es partia d'una situació en què el Colegio Blandense aplicava unes taxes molt ben estipulades en el seu reglament. Malgrat això, sembla que també admetien alumnes que demostressin no tenir recursos i amb un bon expedient acadèmic.
Després dels períodes revolucionaris d'aquell segle i de la consolidació del règim liberal, va desembarcar a Blanes l'Institut del pare Manyanet. Actualment, la seva obra cultural segueix ben viva i ha quedat arrelada a l'ideari popular i com a topònim, amb el nom dels Padres.